# مطرس غولجي
مطرس غولجي (بالإنجليزية: Golgi matrix)‏ عبارة عن مجموعة من البروتينات التي تشارك في بنية ووظيفة جهاز غولجي. تم عزل المطرس لأول مرة في عام 1994 على شكل مجموعة غير متبلورة من 12 بروتيناً ظلت مرتبطة معا في وجود المنظفات (التي أزالت أغشية غولجي) و150 ميللي مولار من كلوريد الصوديوم (التي أزالت البروتينات المرتبطة بشكل ضعيف). أدى استخدام أنزيم البروتياز إلى إزالة المطرس، مما يؤكد أهمية البروتينات لبنية المطرس. باستخدام المجهر الإلكتروني الحديث يظهر بوضوح شبكة تربط صهاريج غولجي (Golgi cisternae) والحويصلات المرتبطة بها. يأتي المزيد من الدعم لوجود المطرس من صور المجهر الإلكتروني التي تُظهر أن الريبوسومات مستبعدة من المناطق الواقعة بين صهاريج غولجي والمنطقة المجاورة لها.

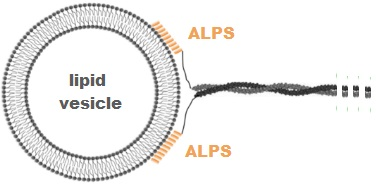
ترتبط ALPS لـ GMAP210 بطبقات دهنية منحنية وليست مسطحة

## التركيب والوظيفة

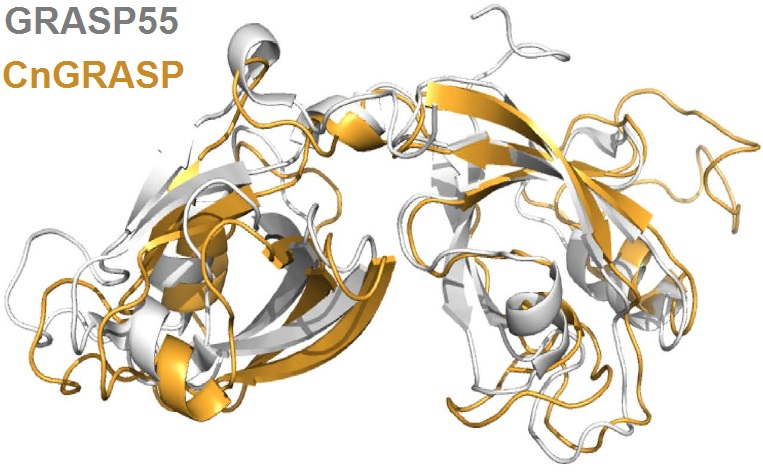
ضبط نطاق GRASP لـ GRASP55 ومماثل GRASP لمستخفية مورمة

تم تحديد أول مكون بروتين فردي في المطرس في عام 1995 باسم غولجين (ثم أطلق عليه GM130). منذ ذلك الحين، عثر على العديد من بروتينات عائلة الغولجين الأخرى في مطرس غولجي وترتبط بأغشية غولجي بعدة طرق. على سبيل المثال، يحتوي GMAP210 ( بروتين غولجي الصغير المرتبط 210) على شكل مستشعر تعبئة الدهون مزدوجة الالفة بـِ 38 من الأحماض الأمينية من عند النهاية الامينية وجين الربط ARF1 يسمى (GRAB) عند النَّهايَة الكَرْبُوكِسيليَّة. وبالتالي، يمكن أن يرتبط بشكل غير مباشر بصهاريج غولجي، ويمكن لـِ (ALPS) الخاص به أن يربط الحويصلات. يحتوي الغولجين على نطاقات ملفوفة (على شكل لفائف)، وبالتالي يُتوقع أن يكون لها هياكل مطاولة تصل حتى 200 نانومتر في الطول. معظمها عبارة عن بروتينات غشاء محيطي مرتبطة بأغشية غولجي في أحد طرفيها. لديها مناطق مرنة بين النطاقات الملفوفة، مما يجعلها مرشحات مثالية للتوسط في الالتحام الديناميكي للحويصلة في صهاريج غولجي والهيكل الديناميكي لغولجي نفسه.

بروتينات غولجي الخاصة بإعادة التجميع والتَّراص هي عائلة بروتينات محفوظة تطوريًا في مصفوفة غولجي. GRASP65 وGRASP55 هما GRASPs (التصميم الموجه للكائنات) البشري. تمت تسمية هذه البروتينات بناءً على متطلباتها لإعادة التجميع الدقيقة لغولجي أثناء الاختبارات المعملية، ولكن ثبت أيضًا أنها تعمل في الجسم الحي، كما هو موضح في الشكل المصاحب. التصميم الموجه للكائنات (GRASPs) مرتبطة مع طبقات ثنائية الدهون لأنها ميريستول وبقايا حمض الميريستيك مقحمة في طبقة الدهون. يتم التحكم في قليل القسيمات عن طريق الفسفرة ويعتقد أنها تفسر تفتيت غولجي كما هو مطلوب أثناء الانقسام المتساوي.

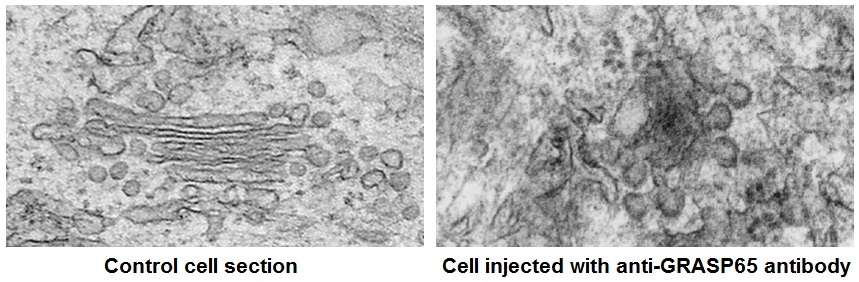
الحقن المجهري للأجسام المضادة لـ GRASP65 يمنع تكوين مُكدّس جولجي الطبيعي.